# Bollo de cola de gallo
El bollo de cola de gallo es una especialidad de Hong Kong originaria de la década de 1950 consistente en un tipo de bollo con un relleno hecho de dulces pasados, azúcar y coco rallado. En esa época, los propietarios de las panaderías se resistían a desechar los dulces que no podían vender pero seguían siendo comestibles. Como solución a este problema inventaron el bollo de cola de gallo.
Al triturar los dulces sobrantes y añadirles azúcar granulada, podían darles salida. Este batiburrillo de ingredientes recordaba a los cócteles alcohólicos (cocktail en inglés, literalmente ‘cola de gallo’), por lo que recibió su nombre. Más tarde se añadió coco rallado a la receta, logrando un sabor aún más apetecible.
El color dorado brillante del exterior procede de una combinación de huevo pintado y glaseado de azúcar. El interior es parecido a un pan con relleno de coco. El exterior tiene también a menudo alguna marca hecha para el relleno de coco y puede espolvorearse con semillas de sésamo.
Cada bollo tiene de 15 a 20 cm de largo y de 5 a 7  de alto, y la forma de una baguete pequeña.
- Datos: Q4493304
- Multimedia: Cocktail bun / Q4493304